# Burak zwyczajny

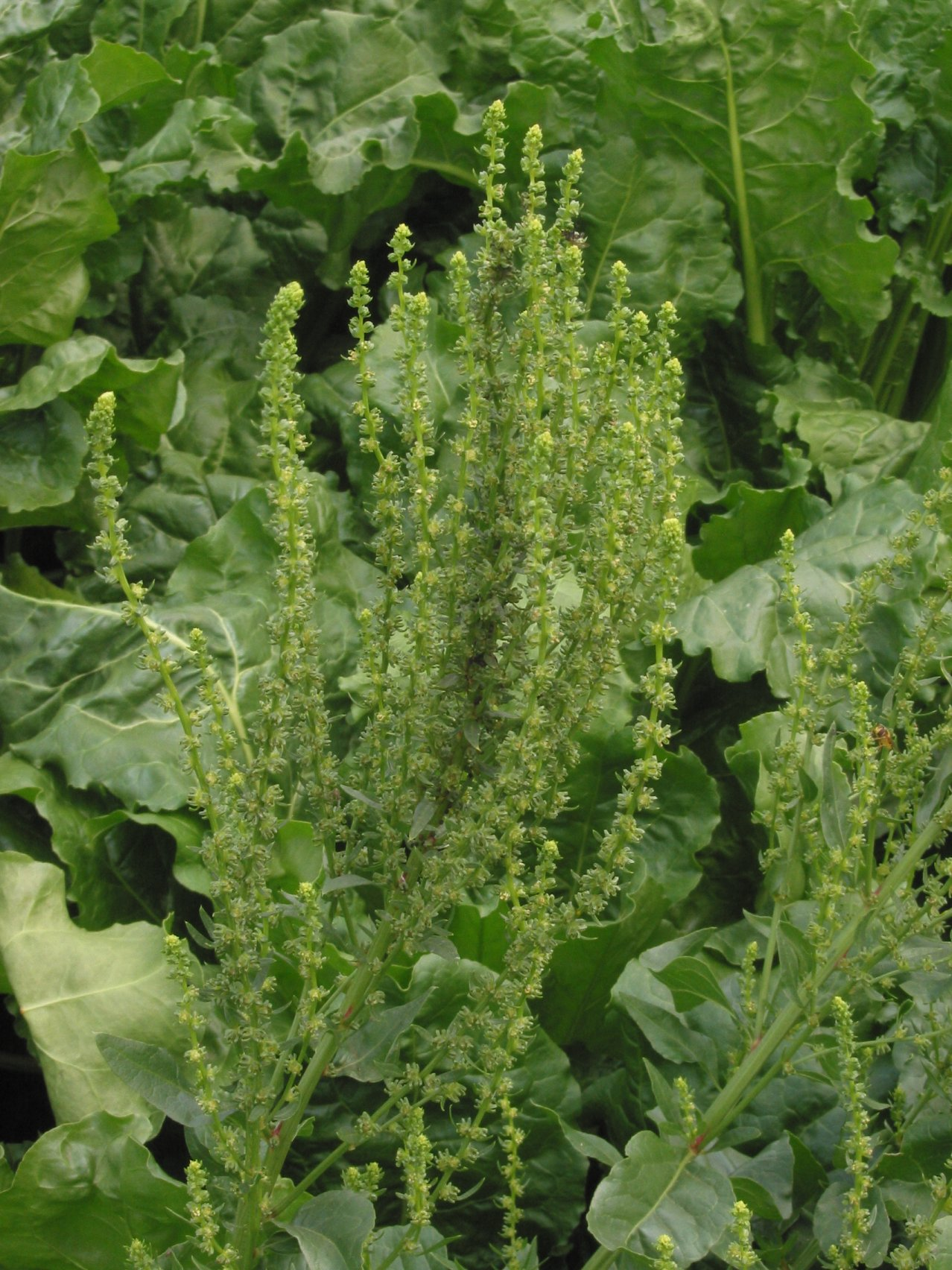
Kwiatostany

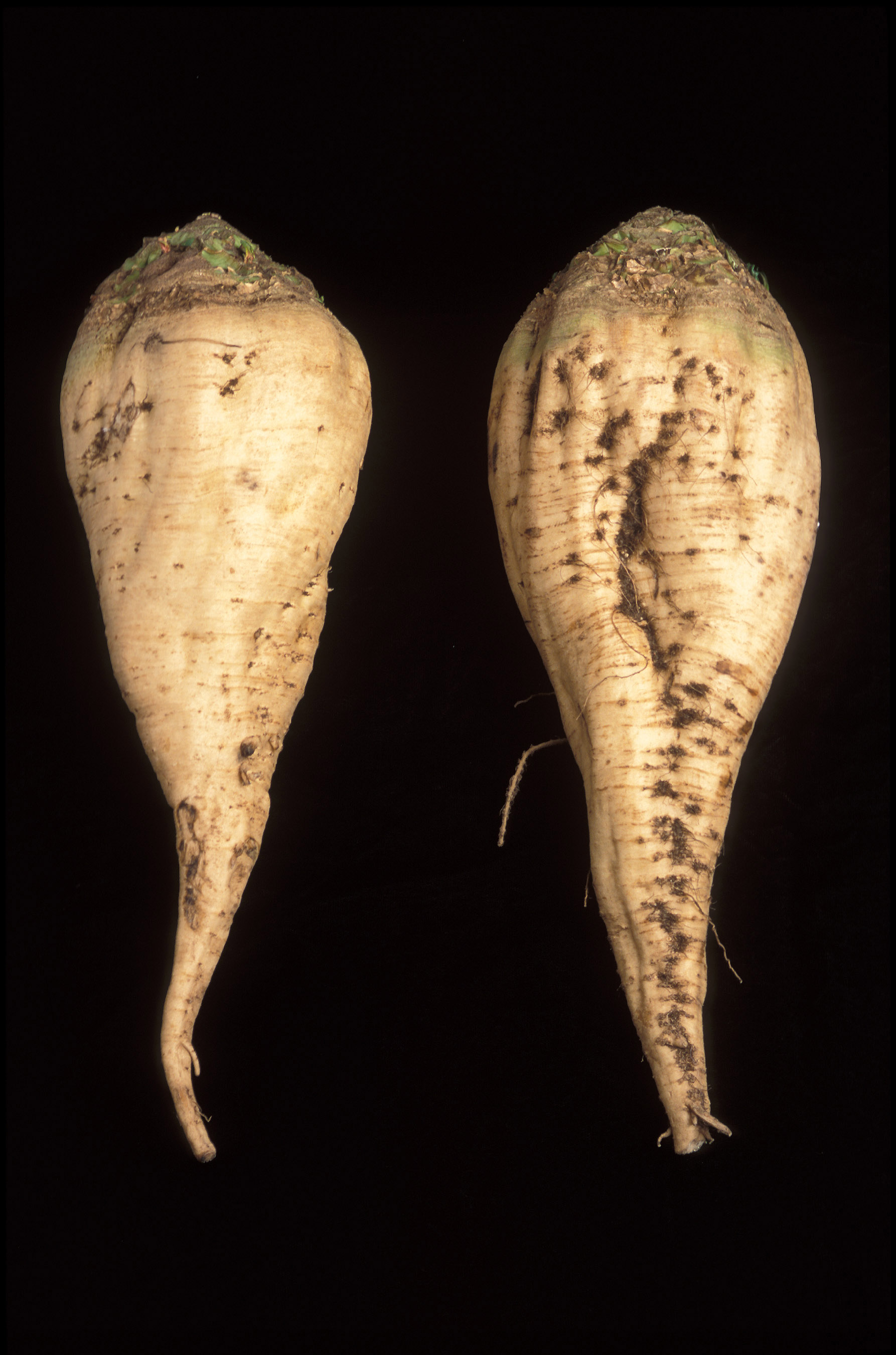
Korzenie buraka cukrowego

Burak zwyczajny (Beta vulgaris L.) – gatunek w różnych systemach klasyfikacyjnych zaliczany do rodziny komosowatych lub szarłatowatych. Wszystkie znane odmiany buraka pochodzą od buraka dzikiego, który rośnie do dzisiaj na Bliskim Wschodzie, między wybrzeżami Morza Śródziemnego i Czarnego, w okolicach Morza Kaspijskiego i w Indiach. W Polsce pospolita roślina uprawna.

## Morfologia i biologia
RozwójRoślina roczna lub dwuletnia.
PokrójRoślina prawie naga, często czerwona przebarwiona.
LiścieDolne duże, jajowate o falistych brzegach, liście łodygowe podłużne lub lancetowate.
KwiatyKwiaty są wytwarzane w drugim roku, zebrane są w dość duże wiechy. Mają zielonawy 5-krotny okwiat, 1 słupek, 5 pręcików na mięsistym pierścieniu otaczającym słupek. Posiadają podkwiatki.
OwoceSuche, jednonasienne, pękające wieczkiem. Zrośnięte są po kilka w tzw. kłębek.
KorzeńSpichrzowy.

## Zastosowanie
- Roślina uprawna: Od kiedy to tylko było możliwe, próbowano uszlachetnić buraka, tak by w zależności od potrzeby wytwarzał większy korzeń lub większe liście. Obecnie jest szeroko rozprzestrzeniony w uprawie w wielu odmianach. Po raz pierwszy o buraku wspomina jeden z dokumentów pochodzących z Babilonii. W roku 722 p.n.e. uprawiano go w ogrodach króla Merodaka-Baladana, pod nazwą selqu. Około 400 p.n.e. uprawiano buraki w Grecji, a 200 lat później dotarły one na tereny republiki rzymskiej. W czasach Karola Wielkiego i przez resztę średniowiecza uprawiany był burak ćwikłowy jako warzywo liściaste we Francji i Italii, a w Niemczech od XII wieku. W XV wieku odmiana czerwona buraka zawędrowała do Włoch. W 1583 opisano po raz pierwszy w sposób naukowy kilka uprawianych wtedy odmian. W 1747 Andreas Sigismund Marggraf odkrył w burakach sacharozę. W 1753 Karol Linneusz opisał wszystkie gatunki i podgatunki buraków oraz nadał im nazwy łacińskie, obowiązujące do dziś. W 1801 Franz Karl Achard rozpoczął produkcję cukru buraczanego na Śląsku. Od 1830 prowadzono hodowlę buraków selekcjonując je według takich cech zewnętrznych takich jak wielkość korzenia i jego forma. Olbrzymi wpływ na produkcję buraków miała teoria mineralnego odżywiania roślin, którą ogłosił Justus von Liebig (1803-1873). W 1924 r. Austriak Waldecker rozpoczął pierwsze doświadczenia z otoczkowaniem nasion buraka. W latach 30. XX w. w ZSRR wyhodowano po raz pierwszy pojedyncze jednonasienne rośliny buraków (prace Marii G. Bordonos)[3].
- Warzywo uprawiane w celach spożywczych.
- Roślina pastewna.
- Wykorzystywany w przemyśle cukrowniczym do produkcji cukru

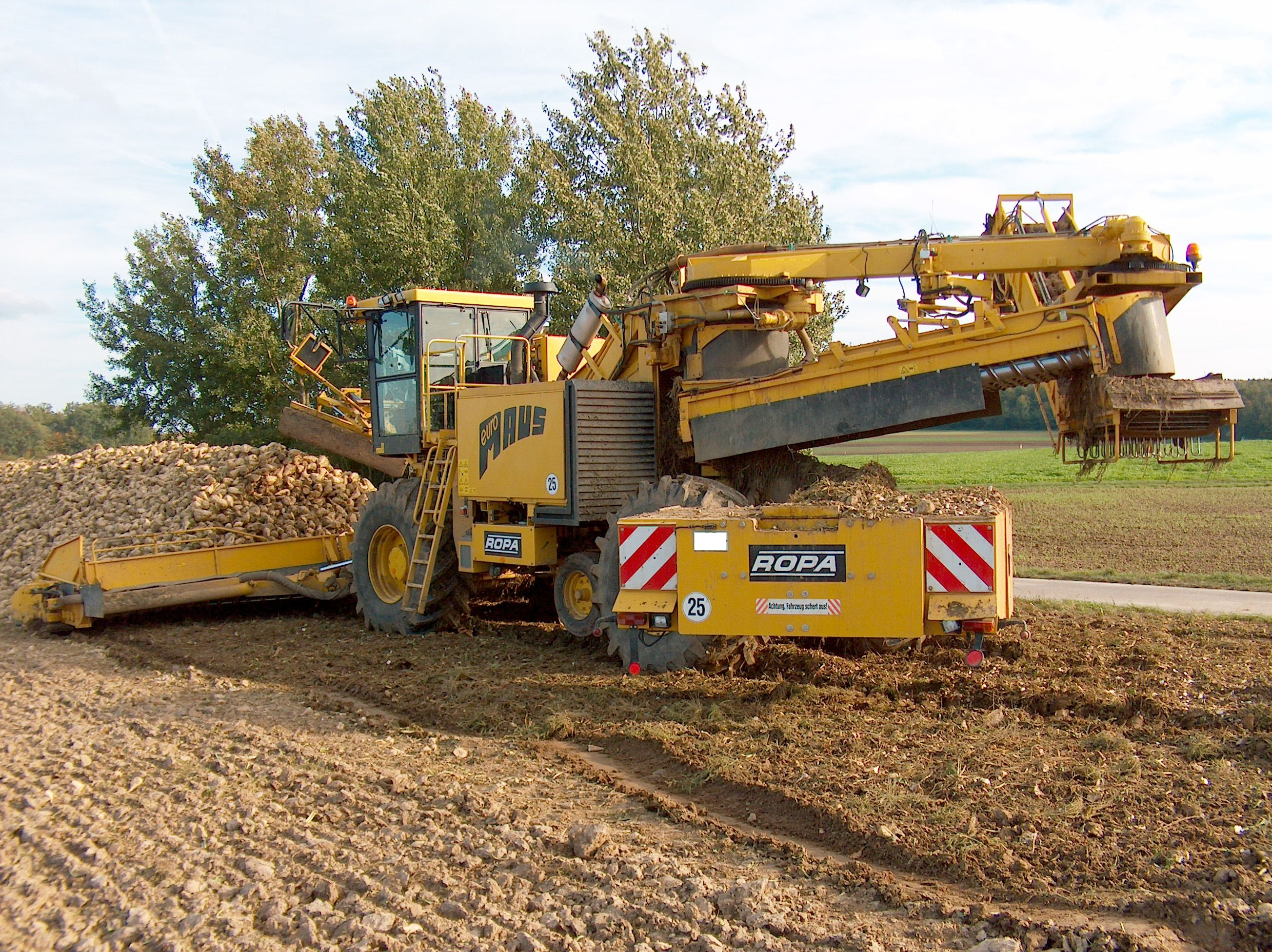
Ładowarko-czyszczarka pobiera buraki z pryzmy, oczyszcza je i ładuje na pojazd

## Zmienność
Botanicy wyróżniają 3 podgatunki:
- Beta vulgaris L. subsp. adanensis (Pamukç. ex Aellen) Ford-Lloyd & J. T. Williams
- Beta vulgaris L. subsp. maritima (L.) Arcang. – burak dziki
- Beta vulgaris L. subsp. vulgaris

Wszystkie uprawiane buraki pochodzą od podgatunku Beta vulgaris L. subsp. vulgaris. Wyróżnia się wśród nich następujące grupy:
- burak liściowy, boćwina – uprawiany dla liści jadalnych, odmiana mało znana w Polsce.
- burak korzeniowy:
  - burak cukrowy – uprawiany ze względu na korzeń, który zawiera około 20% cukru.
  - burak ćwikłowy – roślina warzywna, uprawiana ze względu na silnie wybarwiony korzeń.
  - burak pastewny – uprawiany na paszę.

Nie są to jednak w sensie botanicznym odmiany, lecz grupy kultywarów, stąd też wszystkie dawniej używane nazwy łacińskie zostały uznane za synonimy Beta vulgaris subsp. vulgaris.

## Choroby
- nieinfekcyjne: jamistość korzenia buraka, selerowatość korzenia buraka, zgorzel liści sercowych buraka
- wirusowe: kędzierzawka buraka, łagodna żółtaczka buraka, mozaika buraka, rizomania buraka, żółtaczka buraka
- bakteryjne: bakteryjna plamistość liści buraka, bakteryjna zgorzel naczyniowa buraka, guzowatość korzeni buraka, parch zwykły buraka
- wywołane przez lęgniowce i grzyby: alternarioza buraka, brunatna plamistość liści buraka, chwościk buraka, fioletowa zgnilizna korzeni buraka, fuzaryjne żółknięcie buraka, mączniak rzekomy buraka, plamik buraka, rizoktonioza buraka, rdza buraka, septorioza liści buraka, szara pleśń buraka, tyfuloza buraka, werticilioza buraka, zgnilizna twardzikowa buraka, zgorzel siewek buraka[6]